# Рікарду Жорже Нову Нуньїш
Рікарду Жорже Нову Нуньїш (порт. Ricardo Jorge Novo Nunes, нар. 6 липня 1982, Португалія) — португальський футболіст, воротар клубу «Варзім».
Виступав, зокрема, за клуб «Академіка» та «Віторія» (Сетубал).

## Ігрова кар'єра
У дорослому футболі дебютував 2003 року виступами за команду клубу «Варзім», в якій провів чотири сезони, взявши участь у 46 матчах чемпіонату.
Згодом з 2007 по 2008 рік грав у складі команди «Академіка». Не зміг пробитися у основний склад клубу та був відданий у оренду до клубу «Уніан Лейрія», де виступав протягом сезону 2008—2009 років.
Після успішних виступів за «Уніан Лейрія» тренерський штаб «Академіки» вирішив повернути воротаря у свій клуб із початку сезону 2009—2010 років. Цього разу Рікаду Жорже відіграв за клуб з Коїмбри наступні п'ять сезонів своєї ігрової кар'єри.
До складу клубу «Порту» приєднався 2014 року. Але у основний склад клубу не пробисся, провів лише 8 матчів за другу команду, та з початку сезону 2015—2016 років на правах оренди перейшов до складу іншого португальського клубу — «Віторії». За сезон відіграв за клуб із Сетубала 24 матчів у національному чемпіонаті, та перейшов на правах оренди до іншого португальського клубу «Шавіш». З середини 2017 року підписав із «Шавішем» повноцінний контракт. У 2020 році Рікарду знову став гравцем команди «Варзім».

## Титули та досягнення
- Володар Кубку Португалії (1):

«Академіка»: 2011-12